# Fear and Loathing in Las Vegas (boek)
Fear and Loathing in Las Vegas is een boek uit 1971 van journalist en schrijver Hunter S. Thompson. Het werd in 1998 verfilmd door regisseur Terry Gilliam onder dezelfde titel Fear and Loathing in Las Vegas.
Delen van het verhaal waren eerder gepubliceerd in het Amerikaanse tijdschrift Rolling Stone, en later gebundeld als boek uitgegeven in 1971, met illustraties van Thompsons langdurige artistieke partner, de Britse cartoonist Ralph Steadman. Thompson ontketende met de publicatie van het boek een hype. Hoewel hij het een verslag van zijn zoektocht naar de Amerikaanse Droom noemt, wordt door critici getwijfeld over de ware toedracht van zijn 'missie'. Feit is dat Thompson met 'Raoul Duke' gewoon zichzelf bedoelt, wat ook duidelijk wordt in het boek, wanneer Dr. Gonzo een telegram verstuurt naar Thompson met zijn echte naam als geadresseerde in plaats van het pseudoniem Raoul Duke. In de latere film is deze verwijzing minder duidelijk.